# Woodstock (sång)
Woodstock är en sång komponerad av Joni Mitchell som handlar om Woodstockfestivalen 1969. Låten finns med på hennes studioalbum Ladies of the Canyon från 1970 och var också b-sida till singeln "Big Yellow Taxi". Samma år spelades den in av Crosby, Stills, Nash & Young på albumet Déjà Vu och deras version blev mest välkänd i Nordamerika där den gavs ut som singel i mars 1970. I Europa var det istället en version av brittiska folkrockgruppen Matthews Southern Comfort, led av Iain Matthews, som blev en hitsingel sent 1970. Också denna blev en hit i USA 1971, men inte lika stor som med CSN&Y.
Joni Mitchell skrev låten efter att hennes dåvarande pojkvän Graham Nash, som uppträtt på festivalen, berättat om den. Mitchell själv uppträdde aldrig på festivalen då hon istället uppträdde i The Dick Cavett Show på TV.

## Listplaceringar, Crosby, Stills, Nash & Young
| Lista (1970) | Position               |
| ------------ | ---------------------- |
| Kanada       | 3 (RPM)                |
| USA          | 11 (Billboard Hot 100) |

## Listplaceringar, Matthews Southern Comfort
| Lista (1970-1971) | Position               |
| ----------------- | ---------------------- |
| Danmark           | 9 (DR "Top Ti")        |
| Finland           | 23                     |
| Irland            | 2                      |
| Kanada            | 5 (RPM)                |
| Nederländerna     | 17                     |
| Norge             | 2 (VG-lista)           |
| Storbritannien    | 1 (UK Singles Chart)   |
| Sverige           | 2 (Kvällstoppen)       |
| Sverige           | 3 (Tio i topp)         |
| USA               | 23 (Billboard Hot 100) |
| Västtyskland      | 27                     |
| Österrike         | 15                     |